# P-Grandi
p-Grandi（ピーグランディ）は、東京都渋谷区に本社を構える株式会社Belletia（ベルティア）が運営する、育乳専門エステティックサロンである。

## 概要
オールハンドによる育乳マッサージを特徴としたエステティックサロンである。
その他にも店舗におけるフェイシャルマッサージや、店舗運営のノウハウを生かしたバストケアクリームや美白美容液、補正下着などの商品の開発も行っている。
2015年7月に新宿に第一号店となるp-Grandi新宿店をオープン。その後2016年7月にp-Grandi恵比寿店、2017年8月にp-Grandi表参道店をオープンし、2018年2月には関西エリア初となるp-Grandi大阪梅田店をオープンした。
また、2017年に一般社団法人日本医療・美容研究協会に加盟している。。

## 店舗一覧
- p-Grandi新宿店 - 東京都新宿区歌舞伎町1-2-3 レオ新宿ビル703
- p-Grandi恵比寿店 - 東京都渋谷区恵比寿西1-19-6 UNパークビル4F
- p-Grandi表参道店 - 東京都渋谷区神宮前5-51-6 テラアシオス青山4F
- p-Grandi大阪梅田店 - 大阪府大阪市北区堂島2-1-40 新堂島ビル8F
- p-Grandi大阪心斎橋店 - 大阪府大阪市中央区西心斎橋１-1-13　東邦ビル5F
- p-Grandi名古屋栄店 - 愛知県名古屋市中区錦3-5-13 尾国ビル6F
- p-Grandi吉祥寺店 - 東京都武蔵野市御殿山1-1-2 ARAI KICHIJOJI BLD. 3F